# 阿久根市
阿久根市（日语：／ Akune shi */?）是位于日本鹿兒島縣西北部的城市。
城市名稱是由島津氏分家薩州家第一代當主島津用久所命名。
主要產業是農業和漁業，特產包括柚子、凸頂柑、奇異果、香菇、沙丁魚，其中的柚子據說是在18世紀從中國傳入的。

## 歷史
在歷史上最早稱為「英禰」，並設有「英禰院」的莊園，並由平家一族的神崎太郎負責管理，並稱為「英禰氏」。鎌倉時代改為「莫禰氏」，地名也跟著改為「莫禰」。直到1451年設置薩州島津家時，再將莫禰的地名改為現今的「阿久根」。

### 年表
- 1889年4月1日：實施町村制，設置出水郡阿久根村、下出水村。
- 1924年4月1日：下出水村改名為三笠村。
- 1925年1月1日：阿久根村改制為阿久根町。
- 1949年4月1日：三笠村的部份區域分村為江內村（現已併入出水市）。
- 1952年4月1日：阿久根町改制為阿久根市。
- 1953年5月3日：三笠村改制為三笠町。
- 1955年4月10日：三笠町被併入阿久根市。

| 1889年4月1日    | 1889年-1910年             | 1910年-1930年                     | 1930年-1950年                     | 1950年-1970年               | 1970年-1990年               | 1990年-現在                | 現在                       |
| --------------- | ------------------------- | --------------------------------- | --------------------------------- | --------------------------- | --------------------------- | -------------------------- | -------------------------- |
| 出水郡 阿久根村 | 出水郡 阿久根村           | 1925年1月1日 改制為阿久根町       | 1925年1月1日 改制為阿久根町       | 1952年4月1日 改制為阿久根市 | 阿久根市                    | 阿久根市                   | 阿久根市                   |
| 出水郡 下出水村 | 1924年4月1日 改名為三笠村 | 三笠村                            | 三笠村                            | 1953年5月3日 改制為三笠町   | 阿久根市                    | 阿久根市                   | 阿久根市                   |
| 出水郡 下出水村 | 1924年4月1日 改名為三笠村 | 1949年4月1日 江內村從三笠村分村   | 1949年4月1日 江內村從三笠村分村   | 1959年4月1日 合併為高尾野町 | 1959年4月1日 合併為高尾野町 | 2006年3月13日 合併為出水市 | 2006年3月13日 合併為出水市 |
| 出水郡 高尾野村 | 出水郡 高尾野村           | 出水郡 高尾野村                   | 1932年4月1日 改制為高尾野町       | 1959年4月1日 合併為高尾野町 | 1959年4月1日 合併為高尾野町 | 2006年3月13日 合併為出水市 | 2006年3月13日 合併為出水市 |
| 出水郡 野田村   | 出水郡 野田村             | 出水郡 野田村                     | 出水郡 野田村                     | 出水郡 野田村               | 1975年4月1日 改制為野田町   | 2006年3月13日 合併為出水市 | 2006年3月13日 合併為出水市 |
| 出水郡 上出水村 | 1891年2月 大川內村分村    | 1891年2月 大川內村分村            | 1891年2月 大川內村分村            | 1954年4月1日 合併為出水市   | 1954年4月1日 合併為出水市   | 2006年3月13日 合併為出水市 | 2006年3月13日 合併為出水市 |
| 出水郡 上出水村 | 出水郡 上出水村           | 1917年4月1日 改制並改名為出水町   | 1917年4月1日 改制並改名為出水町   | 1954年4月1日 合併為出水市   | 1954年4月1日 合併為出水市   | 2006年3月13日 合併為出水市 | 2006年3月13日 合併為出水市 |
| 出水郡 中出水村 | 出水郡 中出水村           | 1923年7月1日 改制並改名為米之津町 | 1923年7月1日 改制並改名為米之津町 | 1954年4月1日 合併為出水市   | 1954年4月1日 合併為出水市   | 2006年3月13日 合併為出水市 | 2006年3月13日 合併為出水市 |

## 交通

### 鐵路
- 肥薩橙鐵道
  - 肥薩橙鐵道線：折口車站 - 阿久根車站 - 牛之濱車站 - 薩摩大川車站
- 九州旅客鐵道：九州新幹線通過轄區，但未在此設站。

|  |  |

### 道路
高速道路
- 南九州西回自動車道：阿久根北交流道 - 鶴川內交流道 - 阿久根交流道 - 大川交流道

## 觀光資源

### 觀光景點
- 阿久根大島海水浴場（日本之水浴場88選之一、快水浴場百選之一）
- 阿久根溫泉
- 大島之松（日本名松100選之一）
- 脇本海水浴場（快水浴場百選之一）
- 黑之瀨戶大橋
- 番所丘公園

## 教育

### 專門學校
- 出水郡醫師會立阿久根市民醫院附屬看護學校

### 高等學校
- 鹿兒島縣立鶴翔高等學校

## 本地出身之名人
- 寺島宗則：政治家、前日本外務卿、前日本文部卿、元老院議長、樞密院顧問
- 中尾純利：駕駛員、第一任東京國際機場場長
- 宮尾進：藝人、俳優
- かなぶんや：DJ
- 山下耕作：電影導演映画監督

## 外部連結
- （日語） 官方网站
- （日語） 阿久根商工會議所 （页面存档备份，存于）
- （日語） 薩肥橙鐵道 （页面存档备份，存于）
- OpenStreetMap上有關阿久根市的地理